# (16489) 1990 SG
(16489) 1990 SG là một tiểu hành tinh vành đai chính. Nó được phát hiện bởi Robert H. McNaught ở Đài thiên văn Siding Spring ở Coonabarabran, New South Wales, Australia, ngày 17 tháng 9 năm 1990.